# Taj Mahal
Taj Mahal (hindi: ताज महल [taːdʒ ˈmɛːɦ(ə)l]; bokstavligen "palatsets krona") är ett mausoleum i Agra i Indien som mogulhärskaren Shah Jahan lät uppföra över sin älsklingshustru Mumtaz Mahal. Bygget påbörjades 1632 och slutfördes omkring 1643. Många arkitekter var involverade i arbetet med Taj Mahal, men den persiska Ustad Ahmad Lahauri framstår som den som troligen haft det största inflytandet. Ustad Isa antas ha varit assisterande arkitekt.
Taj Mahal anses generellt vara det mest praktfulla exemplet på mogularkitektur, en arkitektur i en stil som kombinerar element från muslimsk och indisk arkitektur. Det vita kupolförsedda mausoleet är den mest kända delen av monumentet av alla de olika byggnader som Taj Mahal består av. Byggnaden pryds av persisk kalligrafi.
1983 togs Taj Mahal upp på Unescos världsarvslista med motiveringen "ett universellt beundrat mästerverk bland världsarv." Den 7 juli 2007 utsågs Taj Mahal till ett av världens sju nya underverk.

## Ursprung och inspiration

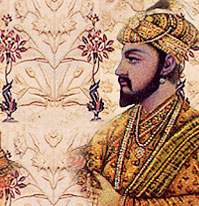
Shah Jahan, som lät bygga Taj Mahal

Shah Jahan var härskare över mogulriket under dess blomstringstid. När hans andra maka Mumtaz Mahal dog 1631 i samband med att hon födde sitt fjortonde barn, dottern Gauhara Begum, sörjde Shah Jahan så intensivt att han beslutade att uppföra ett stort palats till hennes minne som blev kallat Taj Mahal. Uppförandet av mausoleet inleddes kort efter Mumtaz död. Huvudmausoleet stod färdigt 1638, och de omgivande byggnaderna och trädgården färdigställdes fem år senare.
Den franske resenären François Bernier, som besökte Agra 1663, skrev följande: Jag ska avsluta detta brev med en beskrivning av de två fantastiska mausoleer, vilka gör att Agra rankas över Delhi. Ett uppfördes av Jehan-guyre [sic] till hans far Ekbars ära; och Chah-Jehan uppförde det andra till minnet av sin makas Tage Mehale, en sådan extraordinär och hyllad skönhet, i vilken hennes make var så förälskad att det sägs att han var henne trogen hela livet och att han vid hennes död blev så förtvivlad att han var nära att gå i graven för henne.

### Influenser

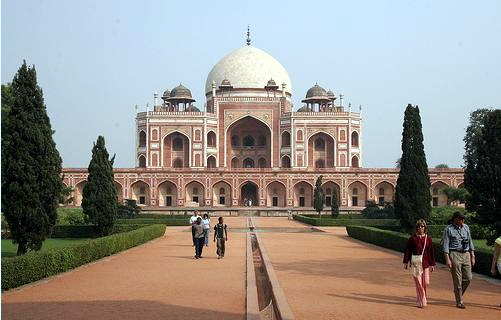
Humajuns grav som uppfördes 1560 har samma stil som Taj Mahal

Taj Mahal omfattar och omformar många stiltraditioner, särskilt inom persisk och tidig mogularkitektur. Inspiration kom från flera timuridbyggnader i nuvarande Iran, Afghanistan och Uzbekistan. Bland dessa finns Fredagsmoskén i Isfahan, Gur-Emir (Timurs grav i Samarkand – stamfadern till moguldynastin), Humajuns grav, Itmad-Ud-Daulahs grav (kallas ibland Baby Taj) och Shah Jahans egen Jama Masjid i Delhi. Under hans beskydd förfinades den moguliska byggnadskonsten. Tidigare mogulbyggnader var huvudsakligen byggda i röd sandsten, men Shah Jahan bidrog till användande av vit marmor med halvädelstenar. Under mogulperioden utvandrade många persiska konstnärer och arkitekter till Indien.

## Trädgården

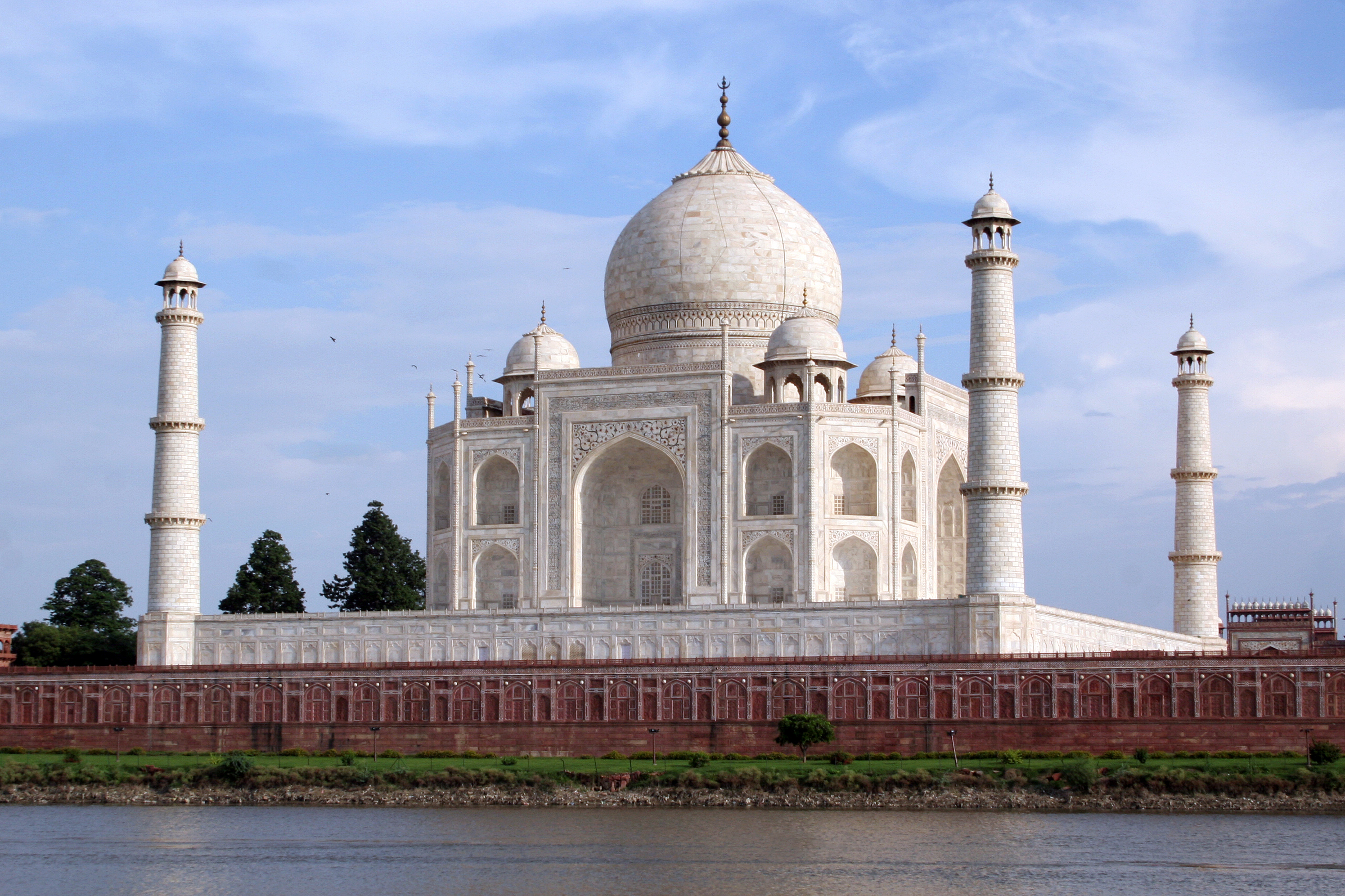
Taj Mahal, sett från floden Yamunas norra bank.

Byggnadskomplexet ligger i och kring en 300 × 300 meter stor chahâr bâgh (en formell persisk trädgård uppdelad i fyra delar). Trädgården har upphöjda gångar som delar in varje fjärdedel i 16 nedsänkta parterrer eller blomrabatter. En upphöjd vattentank i marmor mitt i trädgården, mitt emellan graven och porten, en linjär reflekterande bassäng i nord-sydlig riktning reflekterar Taj Mahal. I resten av trädgården finns trädalléer och fontäner.
Charbaghträdgårdar infördes i Indien av den förste mogulhärskaren Babur, inspirerad av persiska trädgårdar. Syftet med en charbagh är att den ska påminna om paradisets trädgårdar (från persiskans paridaeza — en muromgärdad trädgård). I sufiska texter från mogulperioden beskrivs paradiset som en idealträdgård, fylld av överflöd. Vatten spelar en stor roll i dessa beskrivningar. I paradiset finns, enligt dessa texter, fyra floder som mynnar från en central källa eller berg och delar in trädgården i nord, väst, syd och öst.

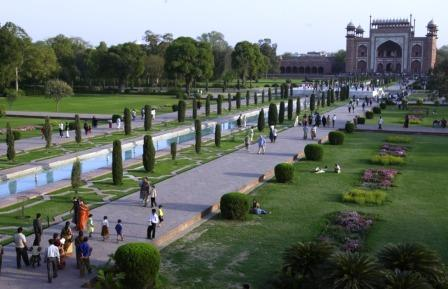
Gångvägar längs den reflekterande bassängen

De flesta av mogulcharbagherna är rektangulära, med en grav eller en paviljong i mitten av trädgården. Taj Mahals trädgård är ovanlig i och med att graven ligger i den bortre änden av trädgården. Upptäckten av Mahtab Bagh eller "Månskensträdgården" på andra sidan av floden Yamuna möjliggör en annan tolkning — den att Yamunafloden själv omfattades av trädgårdsutformningen och sågs som en av paradisets floder.
Trädgårdens utformning och dess arkitektoniska element som dess fontäner, tegelstens- och marmorgångvägar och geometriska rabatter påminner om Shalimars trädgård, och kan därför ha skapats av samma person, Ali Mardan.
Tidiga beskrivningar av trädgården berättar om dess växtrikedom, ett överflöd av bland annat rosor, påskliljor och fruktträd. Trädgården förföll dock tillsammans med mogulriket. Då britterna tog över skötseln av Taj Mahal, ändrade de trädgården till att likna Londons gräsmattor.

## Övriga byggnader

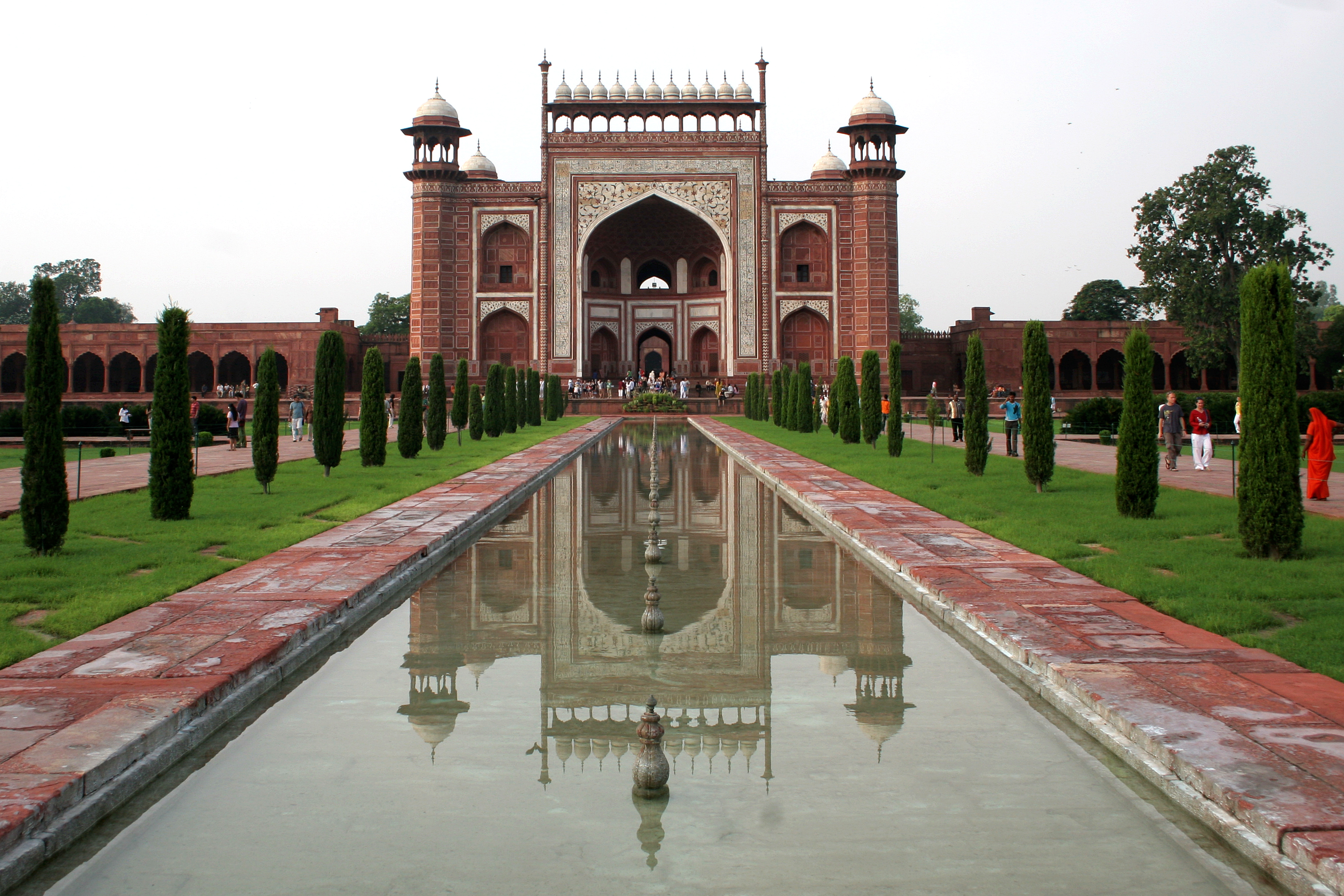
Porten till Taj Mahal

Taj Mahal-komplexet omgärdas på tre sidor av en krenelerad mur i röd sandsten. Den sida som vetter mot floden saknar mur. Utanför muren finns ytterligare mausoleer över Shah Jahans andra fruar och en större grav över Mumtaz favorittjänare. De är huvudsakligen byggda av röd sandsten och är typiska för mindre mogulgravar från denna tidsperiod.
På insidan av trädgården har muren arkader, vilka är typiska i hindutempel och senare skulle inkorporeras i mogulmoskéer. Muren bryts av kupolförsedda lusthus (chattris) och små byggnader som kan ha varit utsiktsplatser eller vakttorn, såsom det så kallade Music House, som numera används som museum.
Huvudingången (darwaza) är en monumental byggnad i rödfärgad sandsten. Stilen påminner om tidigare mogulhärskares arkitekturstil. Dess valvportar speglar mausoleets valvportar och dess pishtaqvalv har samma kalligrafi som pryder graven. Den har bas-reliefer med inlagda pietra dura-blomdekorationer. De välvda taken och väggarna har en genomtänkt geometrisk utformning, liknande de som finns i andra sandstensbyggnader i anläggningen. 
I bortre ändan finns två stora sandstensbyggnader öppna mot graven. Baksidan på dem går parallellt med de västra och östra murarna. 
De båda byggnaderna är som varandras spegelbilder. Den västra byggnaden är en moské, och den andra är jawab (eller gästhuset) vars huvudsyfte var att skapa arkitektonisk balans (och kan ha använts som gästhus under mogultiden). Skillnaden är att jawab saknar en mihrab, en bönenisch i moskén som vetter mot Mekka, och att golven i jawab har en geometrisk utformning, medan moskéns golv har konturer av 539 bönemattor i svart marmor.
Moskén liknar andra som Shah Jahan lät bygga, särskilt Masjid-i-Jahan Numa eller Jama Masjid i Delhi — en lång hall omgiven av tre kupoler. Mogulmoskéer från denna tid delar hallen i tre delar: en större helgedom, med något mindre helgedomar på vardera sidan. Vid Taj Mahal öppnar sig varje helgedom mot ett enormt kupolförsett valv.
Byggnaderna stod klara 1643.

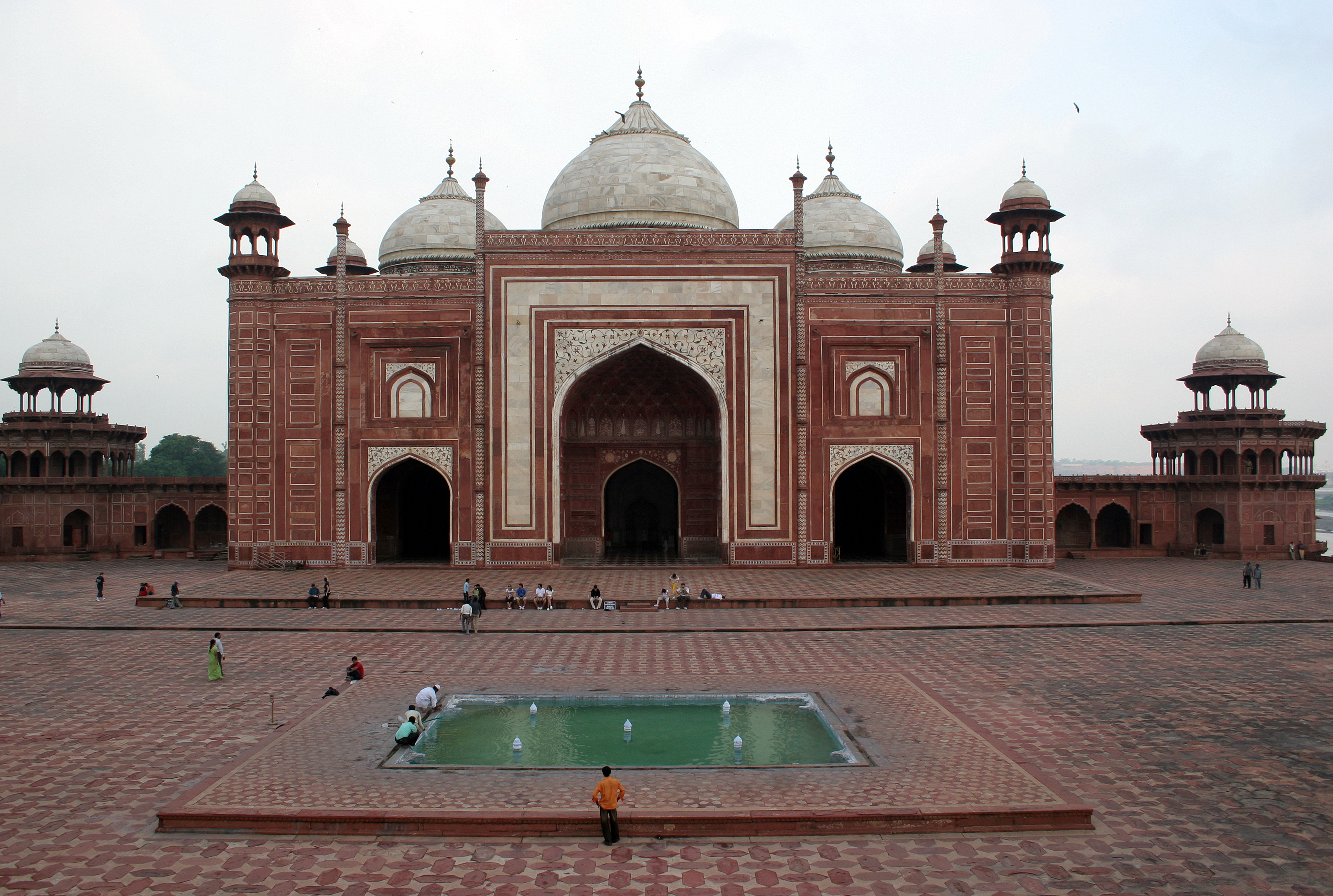
Taj Mahal-moskén eller masjid
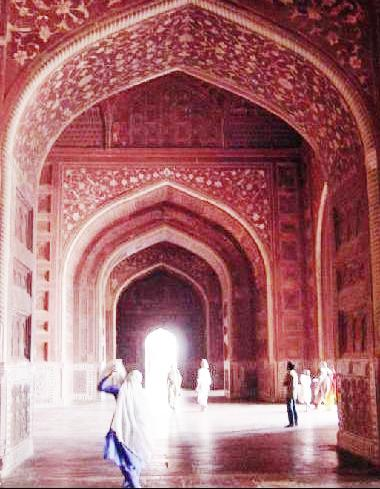
Interiör i jawab

## Graven

### Grund

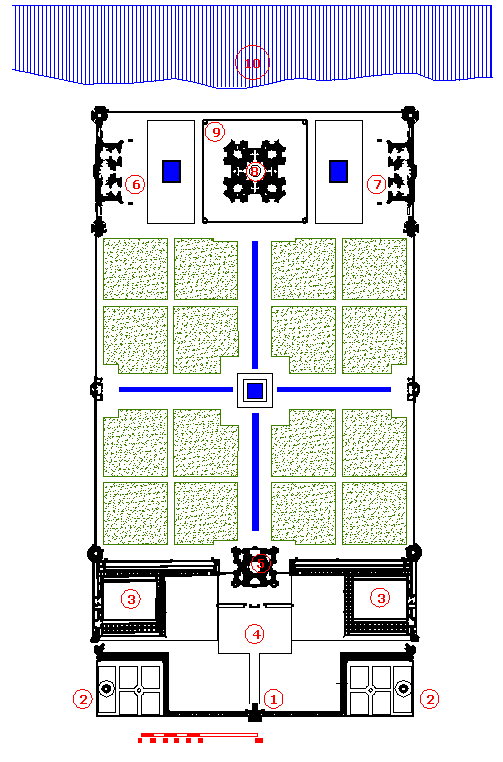
Plan över Taj Mahal, med graven i överkant.

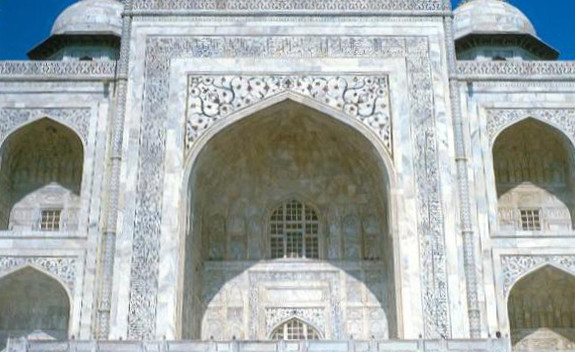
Huvudiwan och sidopishtaqer

Den vita marmorgraven är Taj Mahals blickfång. Liksom de flesta mogulgravar har många av huvudelementen persiskt ursprung och består av en symmetrisk byggnad med en iwan, en valvformad port krönt av en stor kupol. Graven står på ett kvadratiskt fundament. Den nedre delen av är en stor byggnad med många kammare. I den främsta av kamrarna finns kenotafer över Mumtaz Mahal och Shah Jahan med de faktiska gravarna en våning ned. 
Basen är huvudsakligen en kub med rundade hörn, omkring 55 meter på varje sida. På långsidorna finns en massiv pishtaq, eller ett portvalv, som ramar in iwanen, med liknande valvformad balkong ovan. Dessa huvudvalvbågar sträcker sig ovanför byggnadens tak genom en integrerad fasad. På vardera sida om huvudvalvbågen finns ytterligare pishtaqer staplade. Staplade pishtaqer återkommer även i de rundade hörnområdena.
Utformningen är helt symmetrisk på alla sidor av byggnaden. Fyra minareter, en vid varje hörn av sockeln, som vetter mot de rundade hörnen, ramar in graven.

### Kupol
Marmorkupolen som kröner graven är dess mest spektakulära drag. Den är ungefär lika hög som byggnadens nedre del, omkring 35 meter. Dess höjd förstärks av att den står på en sju meter hög ”trumma”.
På grund av dess form kallas kupolen ofta lökkupol (även kallad amrud eller guavakupol). Toppen av kupolen pryds av en lotusdesign, vilket förstärker dess höjd. Kupolen toppas av en förgylld fial, vilket blandar traditionella persiska och hinduiska dekorationsinslag. 
Kupolformen betonas av fyra mindre kupolformade chattrier i dess hörn som efterliknar huvudkupolen. De är öppna genom taket på graven och skänker ljus till interiören. Chattrierna kröns också av förgyllda fialer.
Höga dekorativa spiror (guldastas) sträcker sig från kanterna på basens väggar och betonar domens höjd. Lotusmotiven upprepas både på chattrierna och på guldastas.

### Fial
Huvuddomen kröns av en förgylld spira eller fial. Fialen var gjord av guld fram till början av 1800-talet, men är numera av brons. Fialen utgör ett tydligt exempel på integrationen mellan traditionella persiska och hinduiska dekorationsinslag. Fialen toppas av en måne, vars spetsar pekar mot himlen, ett typiskt islamiskt motiv, men månens spetsar och fialens spets utgör även en treudd som påminner om en traditionell hinduisk Shivasymbol.

### Minareter
I hörnen av fundamentet står fyra mer än 40 meter höga minareter som återigen uppvisar Taj Mahals strävan efter symmetri. Tornen skapades som fungerande minareter, ett traditionellt inslag för moskéer, en plats där en muezzin kallar de islamiskt troende till bön. Varje minaret delas in i tre lika stora delar av två balkonger som rundar tornet. Längst upp finns ytterligare en balkong som kröns av en chattri som speglar de som finns på graven.
Chattrierna på minareten har också en lotusdesign krönt av en förgylld fial. Varje minaret, konstruerades på så sätt att om de skulle rasa, skulle de göra det i riktning bort från graven.
Bilder

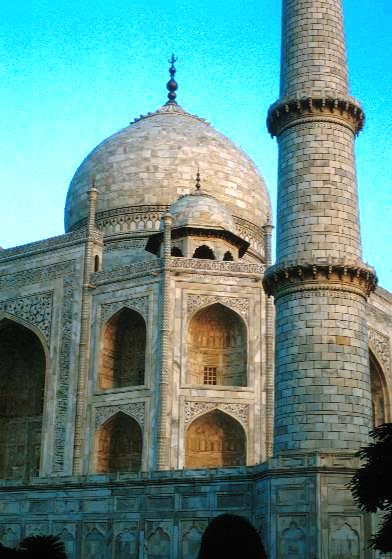
Sockel, kupol och minaret
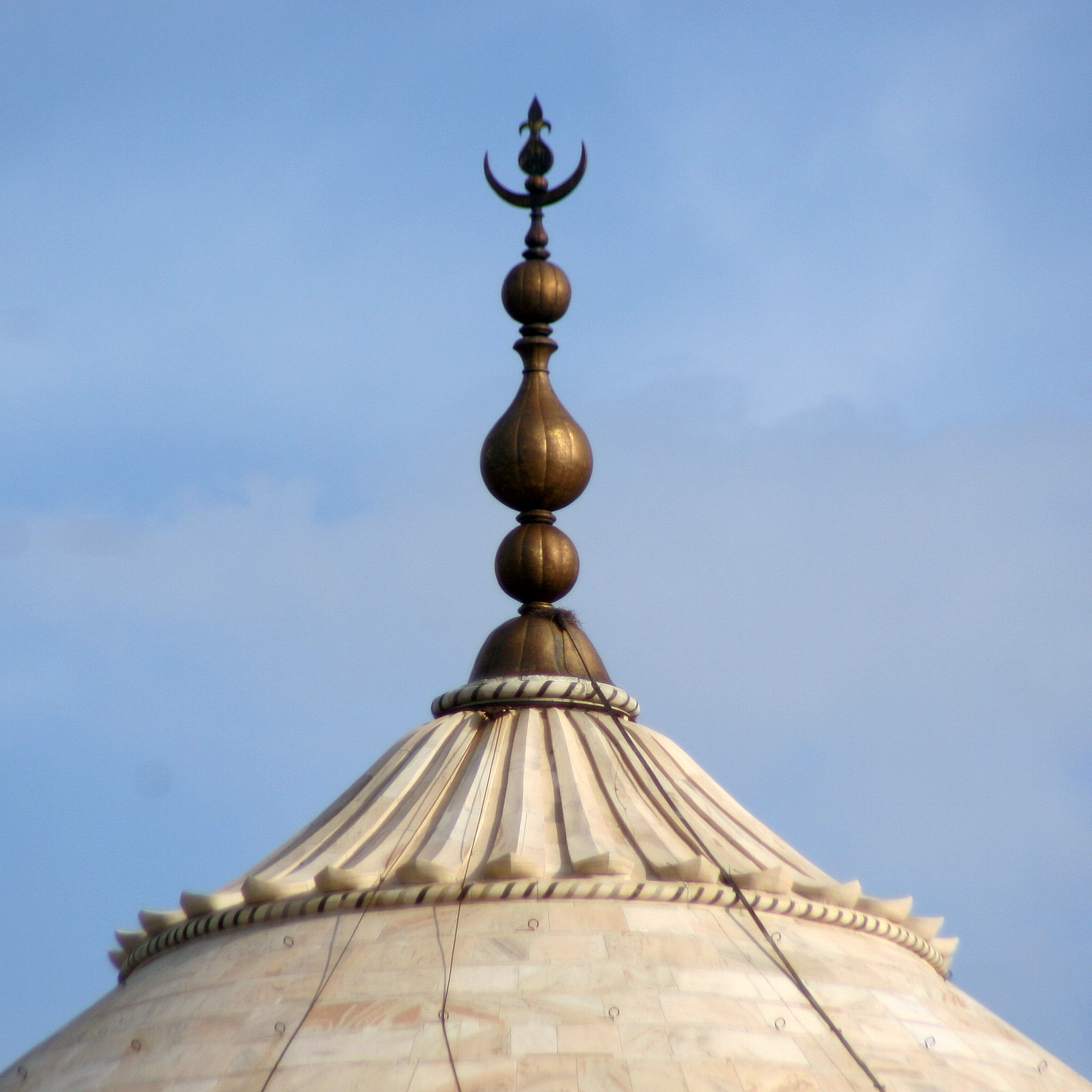
Fial

## Utsmyckning

### Exteriör utsmyckning

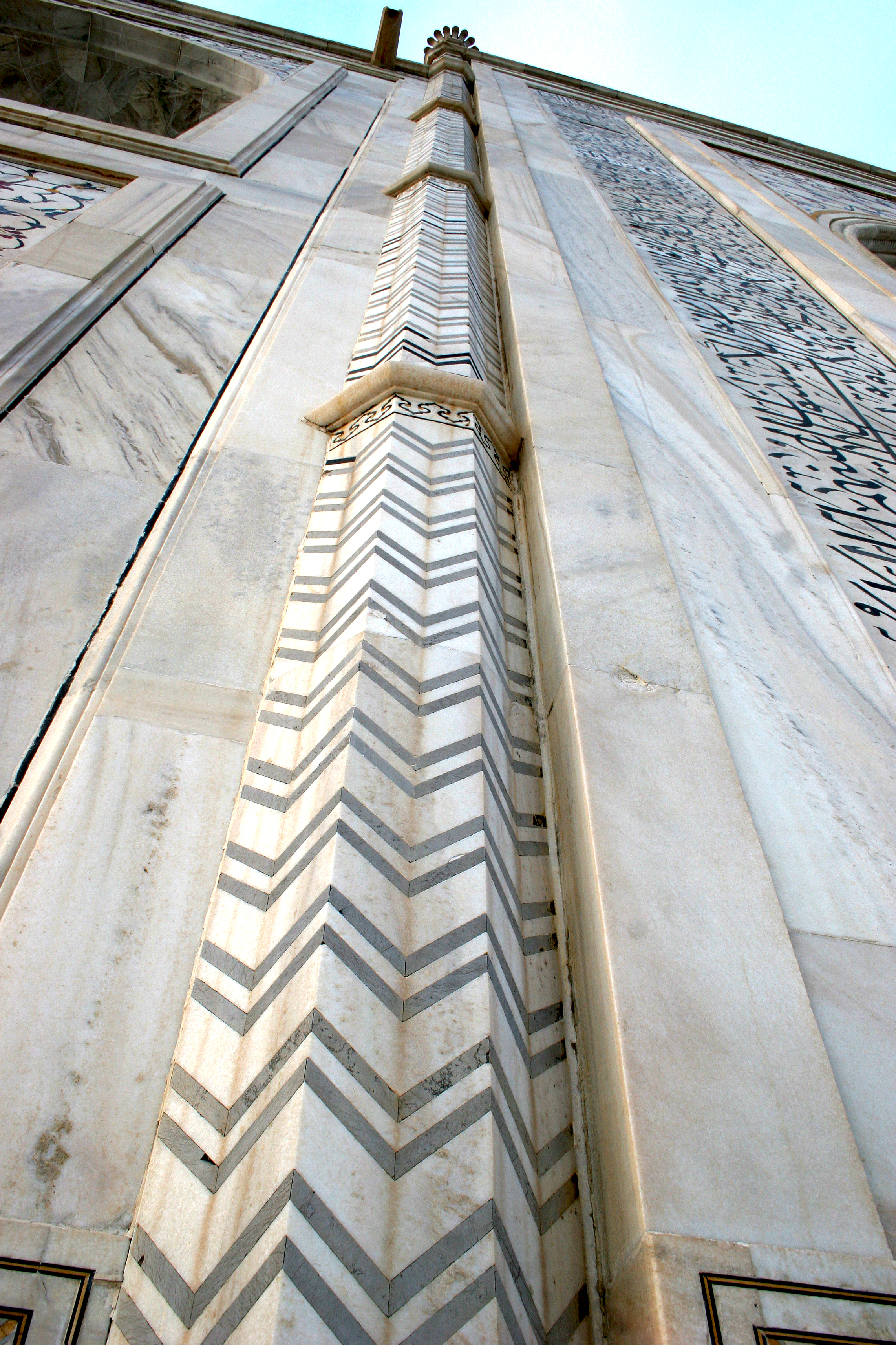
Fiskbensmönster som skapar en synvilla; pelarens form är samma hela vägen.

Nästan varje yta på hela anläggningen har utsmyckats. Dekorationerna på Taj Mahals exteriör anses höra till mogularkitekturens yppersta. 
Motiven upprepas och dekoren förfinas proportionerligt. En stor pishtaq har större yta än en mindre. 
Utsmyckningen kan delas in i tre kategorier: 
- Kalligrafi
- Abstrakta geometriska mönster
- Växtmotiv

Betoningen på det abstrakta och geometriska kommer sig av att islamiska regler förbjöd avbildning av antropomorfa (människoliknande) former.
Utsmyckningen skapades på tre sätt
- Färg eller stuck lades på väggarnas yta
- Steninläggning
- Snideri

### Kalligrafi

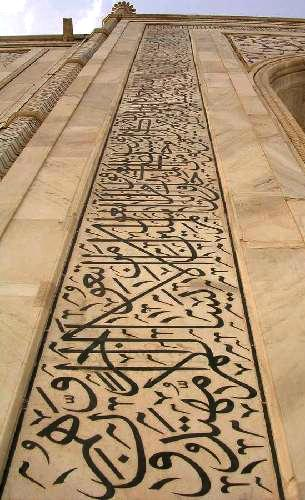
Kalligrafi på en stor pishtaq

Verser från Koranen har använts som dekorativa inslag på hela byggnadskomplexet. Kalligrafin är snirklig och så gott som oläslig thuluth-skrift skapad av mogulhovets persiske kalligraf, Amanat Khan, som signerade flera av panelerna. Då man går genom Taj Mahals huvudport, ser man en kalligrafi där det står "Du själ, som har kommit till ro! Vänd tillbaka till din Herre, tillfredsställd [med Hans gåvor och] omsluten av Hans välbehag!" (Citat ur Koranen, sura 89, "Gryningsljuset", vers 27-28)
Kalligrafin är gjord av inläggningar av jaspis i de vita marmorpanelerna. En del är extremt detaljerat och utsökt, särskilt de på marmorkenotaferna i graven. Högt sittande paneler har något större text för att kunna ses från en nedre vinkel.
Nutida forskare menar att det även var Amanat Khan som valde ut passagerna från Koranen. Texterna syftar på domedagsteman: dom för de icke-troende och löften om paradiset för de troende. Bland passagerna finns: sura 91 (Ash-Shams), sura 112 (Al-Ikhlas), sura 89 (Al-Fajr), sura 93 (Ad-Dhuha), sura 95 (At-Tin), sura 94 (Al-Inshirah), sura 36 (Ya Sin), sura 81 (At-Takwir), sura 82 (Al-Infitar), sura 84 (Al-Inshiqaq), sura 98 (Al-Bayyina), sura 67 (Al-Mulk), sura 48 (Al-Fath), sura 77 (Al-Mursalat) och surah 39 (Az-Zumar).
Det finns även flera dikter av de klassiska persiska poeterna som pryder mausoleets väggar.

### Abstrakt geometrisk utsmyckning

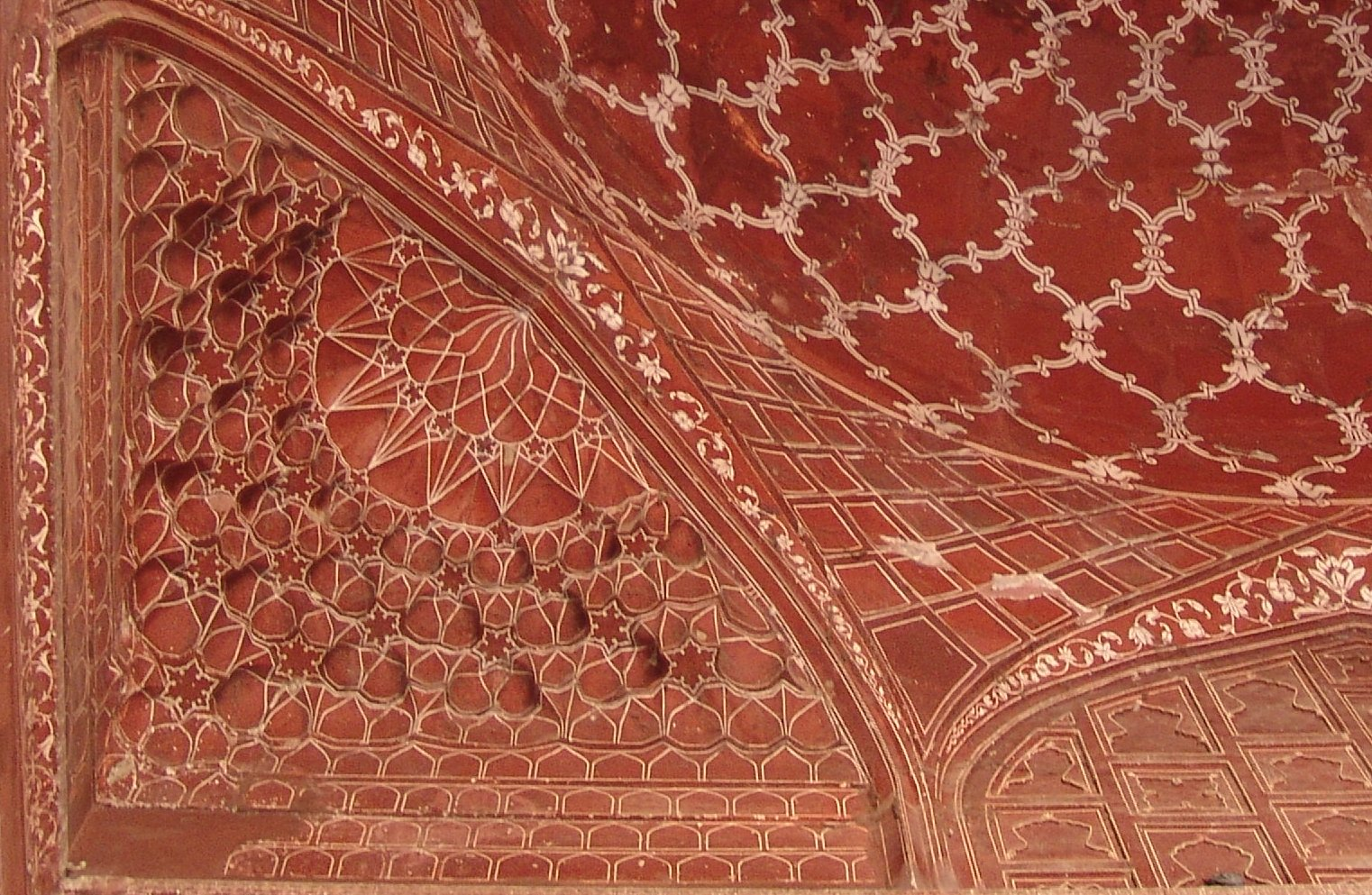
Inristat måleri

Abstrakta former används främst på sockeln, minareterna, porten och på jawaben, och i mindre skala, på ytan på graven. Kupolerna och valven i sandstensbyggnaderna har masverk med inkarvad målning för att skapa utarbetade geometriska former. (Man skrapar en skåra i stenen och lägger sedan en tjock färg eller stuck över ytan. Färgen skrapas sedan från ytan och lämnar färg kvar i skåran.)
På de flesta ytor utgör inläggningar i fiskbensmönster mellanrum mellan angränsande inslag. Vita inläggningar används i sandstensbyggnader, mörka eller svarta inläggningar i den vita marmorn i graven och minareterna. Murbruksytor i marmorbyggnaderna har betsats eller målats mörka för att skapa mycket komplexa geometriska mönster.
Golv och passager använder genomgående kontrasterande plattor i tessellationsmönster.

### Interiördekorationer

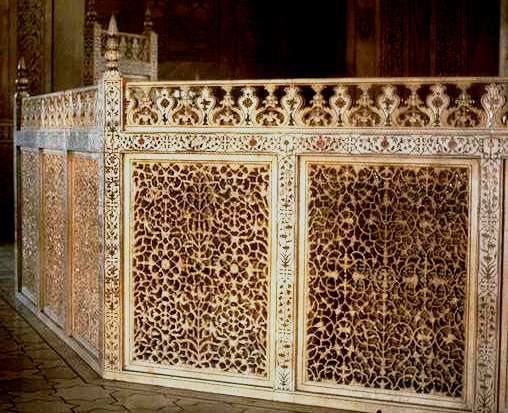
Jali-skärm som omgärdar kenotaferna

Den inre kammaren i Taj Mahal går bortom traditionell dekoration, man kan utan att överdriva säga att denna kammare är smyckeskonst. Inläggningsmaterialet är inte marmor eller jade, utan ädel- eller halvädelstenar. 

### Den inre kammaren
Den inre kammaren i Taj Mahal består av kenotafer över Mumtaz och Shah Jahan. Det är ett mästerverk av artistiskt hantverk, utan förebild eller motstycke. 
Den inre kammaren är en oktagon, man skulle egentligen kunna gå in från alla kanter, men endast den södra (som vetter mot trädgården) används. 
De inre väggarna är omkring 25 meter höga, och kröns av en “falsk” inre kupol utsmyckad med ett solmotiv. 
Åtta pishtaqvalv avgränsar utrymmet på grundnivån. Lika utmärkande som i exteriören kröns varje lägre pishtaq av ytterligare en pishtaq omkring halvvägs upp på väggen. De fyra centrala valven formar balkonger eller utsiktsplatser; varje balkongs yttre fönster har en invecklad skärm eller jali uthuggen i marmor. 
Förutom det ljus som silas in från balkongskärmarna, kommer även ljuset in från öppningar i taket vid chattrierna i hörnen i den yttre kupolen. 
Alla kammarväggarnas dekorer speglar i miniatyr de inslag som förekommer över hela Taj Mahal-komplexet.

### Jali
Den åttakantiga marmorskärm eller jali som avgränsar kenotaferna är gjord av åtta marmorpaneler. Varje panel har snidats med detaljerat hålarbete. Övriga ytor har inläggningar med extremt skira detaljer, slingrande vinrankor, frukter och blommor. 

### Kenotafer och gravar

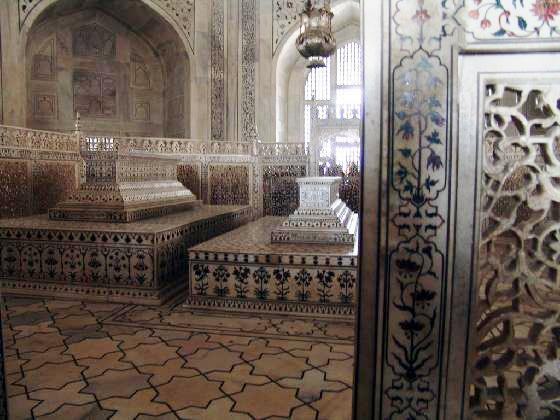
Kenotafer i Taj Mahal

Mumtaz Mahals kenotaf ligger precis i mitten av den inre kammaren. På en 1,5 meter bred och 2,5 meter lång rektangulär marmorsockel står en mindre marmorkista. Både sockeln och kistan har inläggningar av ädel- och halvädelstenar. Kalligrafiinskriptioner på kistan identifierar Mumtaz. På locket av kistan finns en upphöjd rektangulär rombform som ska föreställa en skrivtavla.
Muslimsk tradition förbjuder dekoration av gravar, så kvarlevorna efter Mumtaz och Shah Jahan ligger i en relativt enkel krypta under den inre kammaren i Taj Mahal. De ligger i nordsydlig riktning, med ansiktena till höger (västerut i riktning (qibla) mot Mekka). 
Shah Jahans kenotaf står väster om Mumtaz. Det är det enda synbara asymmetriska inslaget i hela Taj Mahal-komplexet. Hans kenotaf är större än hustruns, men med samma inslag. En större kista på en något större sockel, även den dekorerad med skulptur och kalligrafi som identifierar Shah Jahan. På kistlocket finns en skulptur av en pennask. (Pennasken och skrivtavlan var traditionella begravningssymboler för män respektive kvinnor i mogulriket.)
Sex av Guds nittionio namn finns skrivna i kalligrafi på Mumtaz Mahals grav i kryptan. Shah Jahans grav har en kalligrafiinskription, som inte är från Koranen, utan handlar om denne mogulhärskares viloplats. En del av inskriptionen lyder “Han reste från denna värld till evighetens bankettsal den tjugosjätte natten i Rajab, året 1076 efter hijra."

## Uppförandet
Taj Mahal uppfördes inom ett markområde som låg söder om den muromgärdade staden Agra. Shah Jahan skänkte Maharajah Jai Singh ett stort palats i centrala Agra i utbyte mot marken. Ett cirka 12 000 kvadratmeter stort område grävdes ut som fylldes med jord för att minska läckaget samt jämnades till omkring 50 meter ovanför flodbanken. I gravområdet grävdes håligheter ut som fylldes med sten för att utgöra ett fundament för graven.
De skapade en enorm byggnadsställning av stenblock istället för av bambu. Den var så stor att förmännen beräknade att den skulle ta flera år att montera ned. Enligt legenden ska Shah Jahan då ha bestämt att de som tog stenblock från ställningen skulle få behålla dem och därmed ska den ha blivit nedmonterad av bönder över en natt. 
En femton kilometer lång ramp av jord byggdes för att transportera marmor och material till byggnadsplatsen. Arbetslag med tjugo eller trettio oxar drog stenblocken på särskilda vagnar. Ett speciellt system användes för att lyfta upp stenblocken till önskad position. Vatten hämtades från floden genom en mekanism som drevs av djur, med rep och hinkar som tömdes i en stor tank från vilken det gick rör ut till byggnadsområdet.
Sockeln och graven tog ungefär 12 år att färdigställa. Övriga delar – minareterna, moskén, jawaben och porten, tog ytterligare tio år att uppföra. Eftersom byggnadskomplexet färdigställdes stegvis finns det olika uppgifter om när det stod färdigt. Mausoleet var i stort sett klart 1638, men arbetet fortsatte därefter med resten av området. Man har gjort en uppskattning att det kostade 32 miljoner rupier, i den tidens penningvärde, att bygga Taj Mahal.
Till Taj Mahal användes material från olika platser i Indien och Asien. Över 1000 elefanter transporterade byggnadsmaterial under uppförandet. Den vita marmorn kom från Rajasthan, jaspis kom från Punjab, jade och kristall från Kina. Turkos kom från Tibet och Lapis lazuli från Afghanistan, medan safir kom från Sri Lanka och karneol från Arabiska halvön. Totalt lades tjugoåtta olika sorters ädel- och halvädelstenar in i den vita marmorn.
En arbetsstyrka på tjugotusen man kom från hela norra Indien. Skulptörer kom från Bukhara, kalligrafer från Syrien och Persien, inläggare från södra Indien, stenhuggare från Baluchistan, en tornspecialist samt en mästare på att snida ut marmorblommor ingick i den grupp av trettiosju män som bildade den konstnärligt skapande arbetsenheten.

## Historia
1658 avsattes Shah Jahan, efter flera år av sjukdom, och sattes i husarrest i det näraliggande Röda fortet i Agra av sonen Aurangzeb. Enligt legenden tillbringade Shah Jahan resten av sina dagar blickande mot Taj Mahal. Vid Shah Jahans död lät Aurangzeb begrava honom i Taj Mahal bredvid hustrun. I slutet av 1800-talet hade delar av Taj Mahal kraftigt förfallit. 
Under Sepoyupproret 1857 utsattes Taj Mahal för skadegörelse då brittiska soldater och regeringsrepresentanter mejslade ut ädla stenar och lapis lazuli från väggarna. I slutet av 1800-talet lät den brittiske vicekungen Lord Curzon påbörja ett stort renoveringsprojekt som slutfördes 1908. Han beställde även den stora lampan i den inre kammaren, baserad på en som fanns i en moské i Kairo. Det var under denna tid trädgården fick de gräsmattor i brittisk stil som finns där idag. 
1942 reste regeringen en skyddsställning, då man oroade sig för en attack från tyska Luftwaffe och senare av det japanska flygvapnet. Under de Indo-pakistanska krigen 1965 och 1971, restes ställningar för att vilseleda bombplanen. De nutida hoten kommer från miljöförstöring vid flodbankerna vid Yamuna, såsom surt regn på grund av Mathuras oljeraffinaderi. 1983 utsågs Taj Mahal som ett världsarv.

## Turism

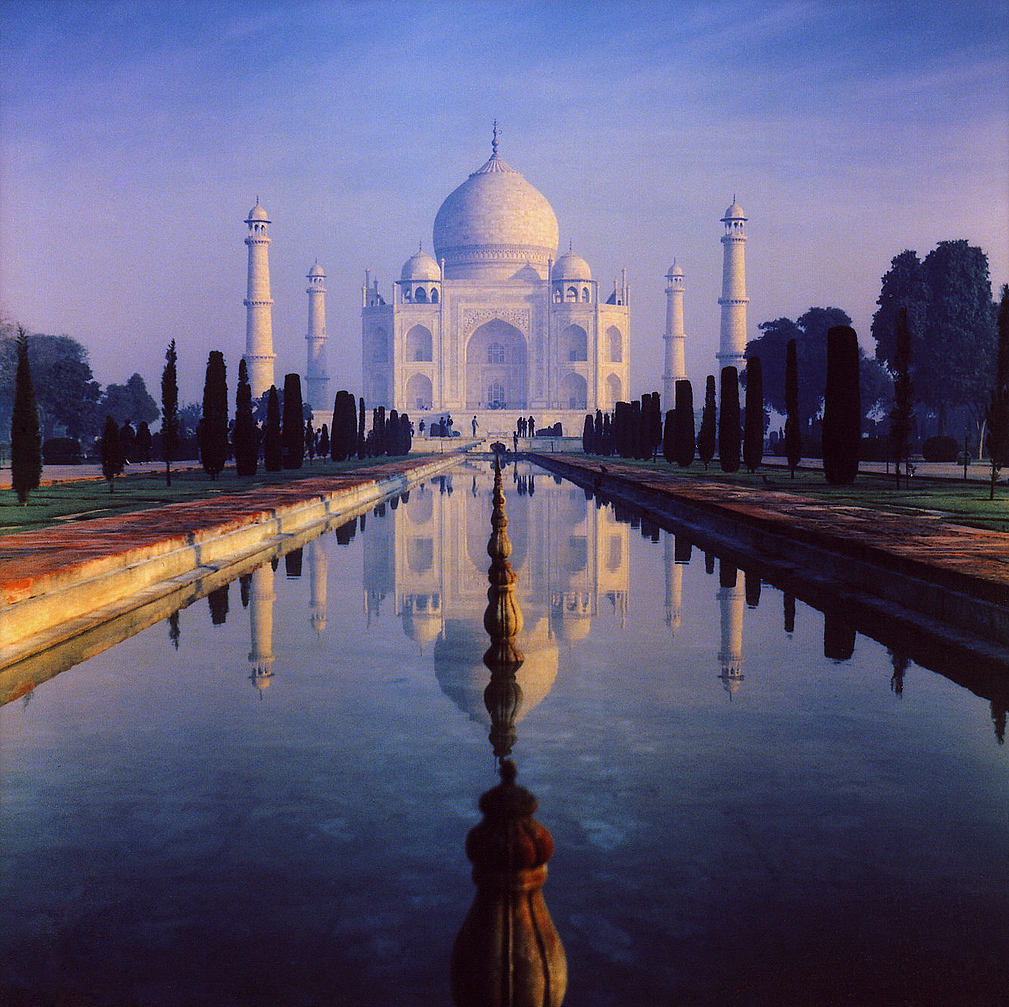
Taj Mahal i skymningen.

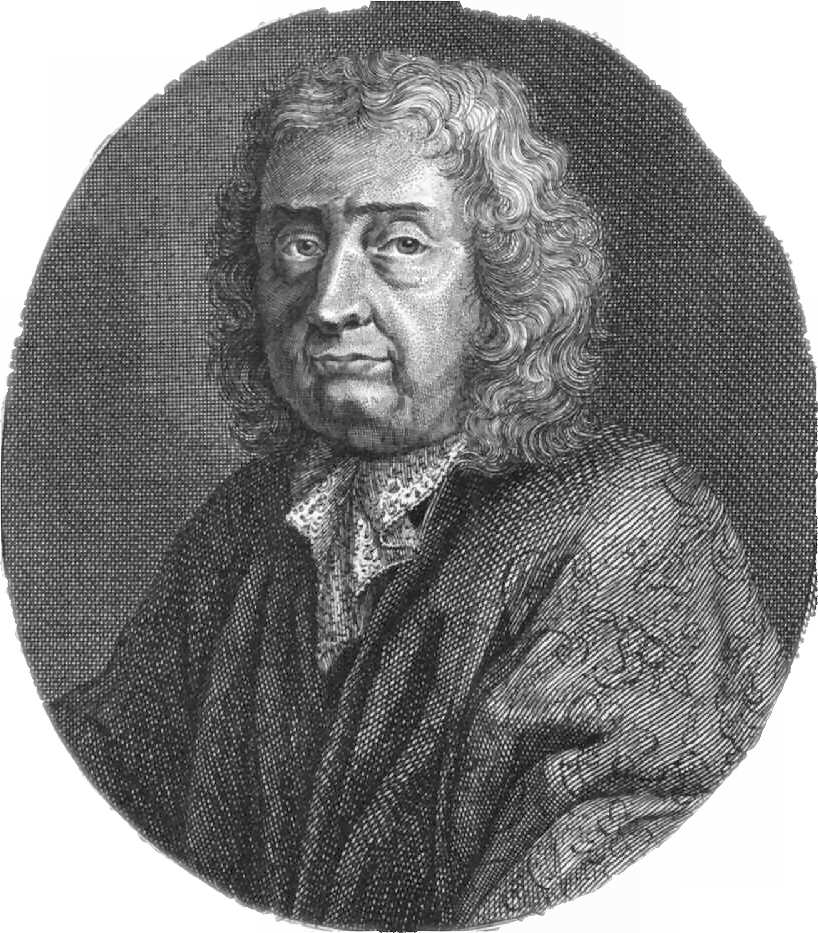
Jean-Baptiste Tavernier, en av Taj Mahals första europeiska besökare.

Taj Mahal lockar 2-3 miljoner besökare varje år, varav mer än 200 000 från utlandet, vilket gör det till Indiens mest populära turistattraktion. De flesta turister kommer under de svalare månaderna oktober, november och februari. Förorenande trafik är inte tillåten nära byggnaderna, och turister måste antingen gå från parkeringarna eller ta en eldriven buss. Khawasspuras håller på att renoveras för att bli ett nytt turistcenter. Den lilla staden söder om Taj Mahal, som kallas Taj Ganji eller Mumtazabad byggdes ursprungligen med karavanserajer, basarer och marknader för besökare och arbetare. Taj Mahal förekommer ofta på listor över rekommenderade resmål och listor över den moderna tidens sju underverk, som den nya omröstningen New Seven Wonders of the World med 100 miljoner röster.

## Myter
En långlivad myt påstår att Shah Jahan planerade att bygga ett mausoleum i svart marmor på andra sidan av Jumnafloden. Denna idé härstammar från Jean-Baptiste Taverniers berättelser, en europeisk resenär som besökte Agra 1665. Det påstods att Shah Jahan hade avsatts av sin son Aurangzeb innan det hade kunnat byggas. Ruiner med svart marmor i Mahtab Bagh tvärs över floden, tycktes stödja legenden. Utgrävningar som gjordes under 1990-talet visade dock att det var missfärgad vit marmor som hade svartnat.
Det finns inga bevis för påståenden som beskriver, ofta med skrämmande detaljer, dödsfall eller stympningar som Shah Jahan ska ha åsamkat olika arkitekter och hantverkare inblandade i byggprojektet. Vissa berättelser hävdar att de som var inblandade i uppförandet skrev under kontrakt att aldrig delta i skapandet av något av liknande design. Liknande påståenden har framförts om många olika kända byggnader. Det finns heller inga bevis för påståendena att Lord William Bentinck, generalguvernör i Indien på 1830-talet, skulle ha planerat att riva Taj Mahal och sälja marmorn. Bentincks biografskrivare John Rosselli menar att den historien härstammar från Bentincks försäljning av marmor från Röda fortet i Agra.
År 2000 avslog Indiens högsta domstol P. N. Oaks petition kring påståendet att en hinduisk kung skulle ha låtit bygga Taj Mahal och gav honom en reprimand för agerandet. Oak, välkänd för sin politiska historierevisionism, påstod att Taj Mahal, liksom flera andra byggnader, som har tillskrivits muslimska sultaner, är äldre än den muslimska perioden i Indien, och därför har hinduiskt ursprung. En mer poetisk historia berättar att en gång om året, under regnperioden, faller en enda droppe vatten på kenotafen inspirerat av Rabindranath Tagores beskrivning av graven som "en tår...på tidens kind". Enligt en annan myt ska vatten strömma fram om man slår på skuggan av fialen, och än idag hittas trasiga armband på platsen.

## Galleri

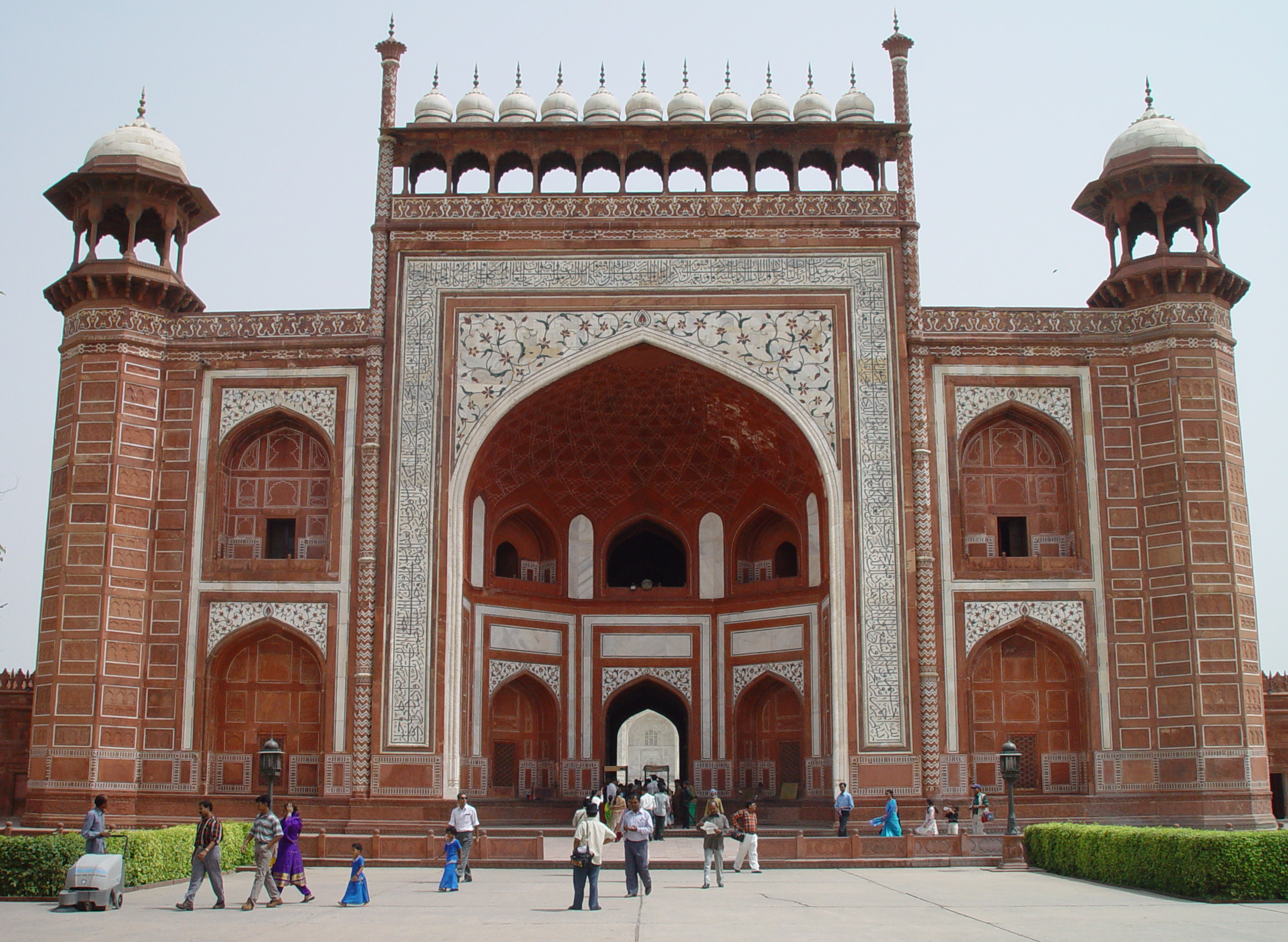
Huvudporten
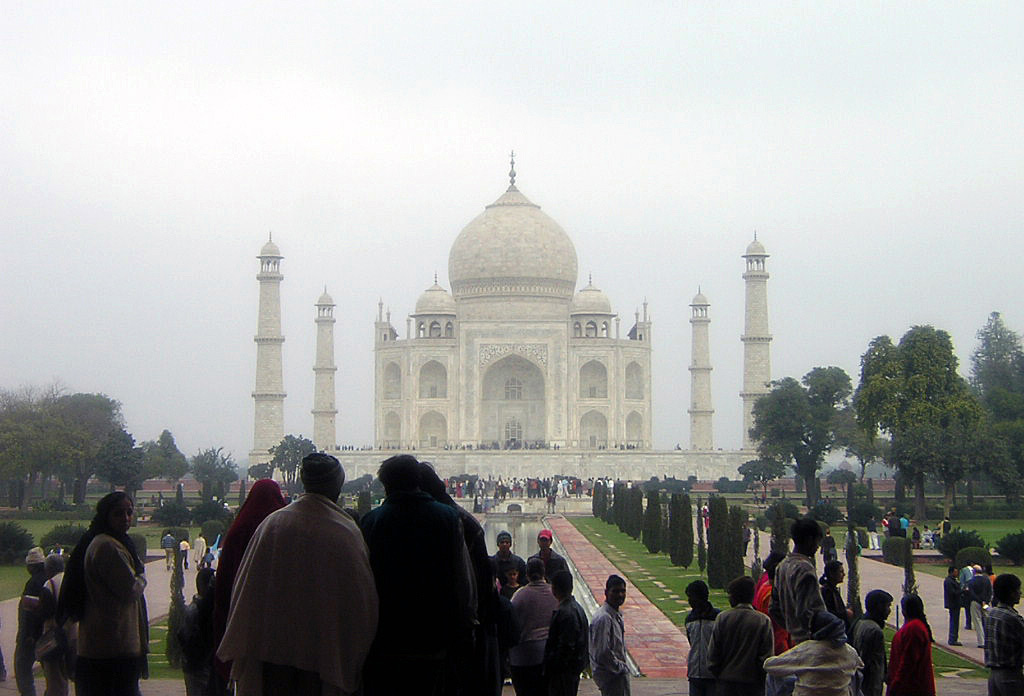
Taj Mahal omhöljt av dimma
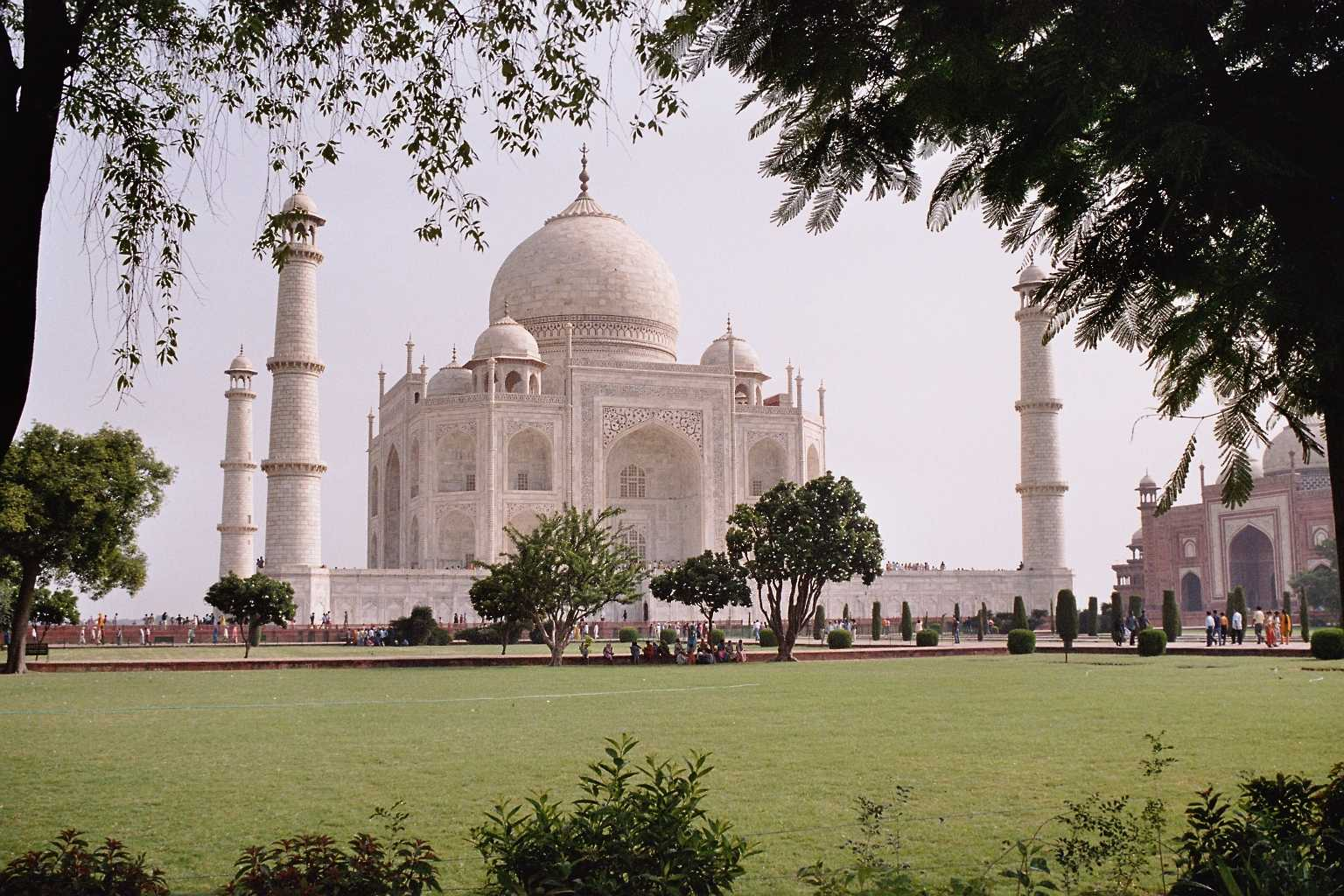
Vy från trädgården
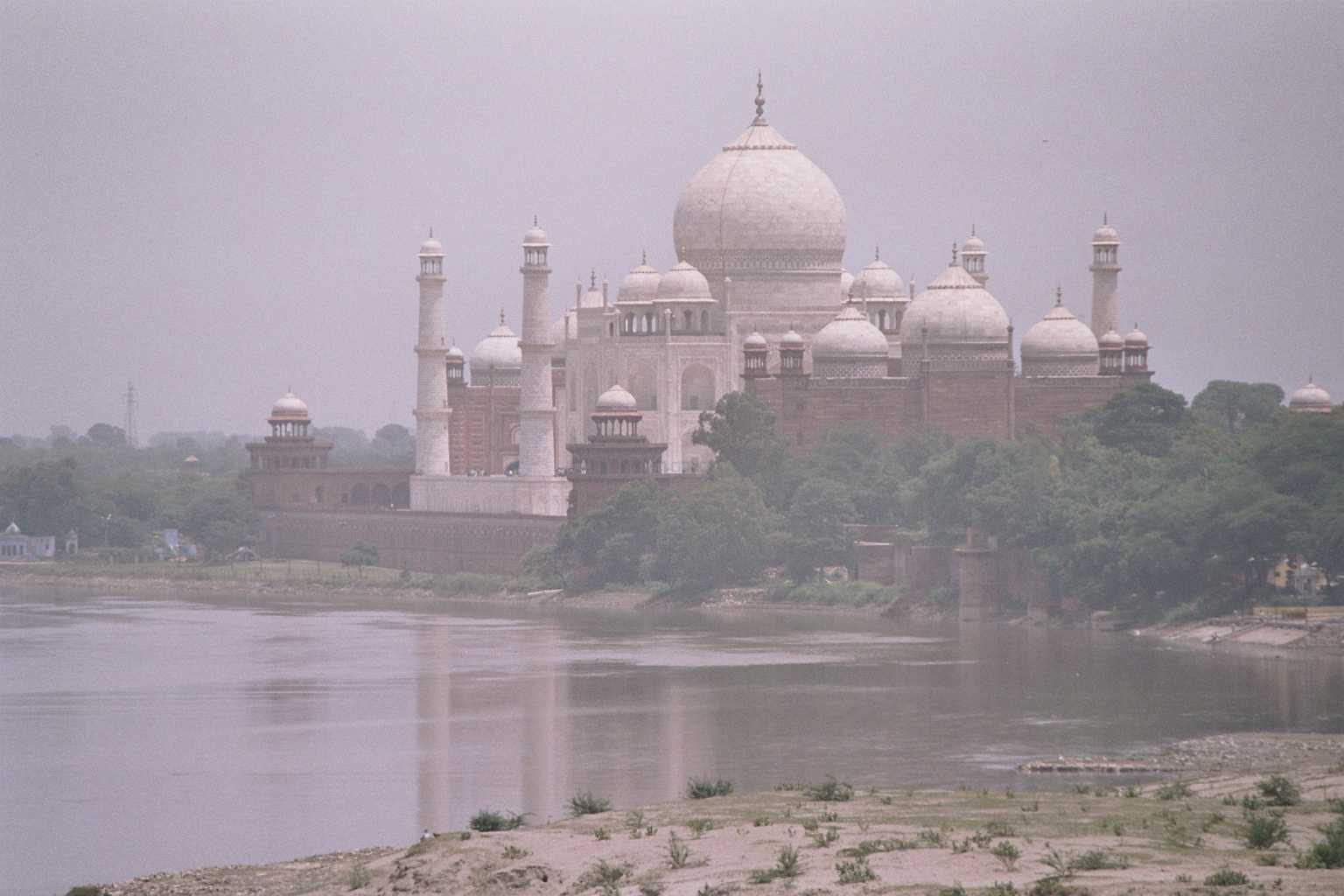
Vy från Röda fortet i Agra
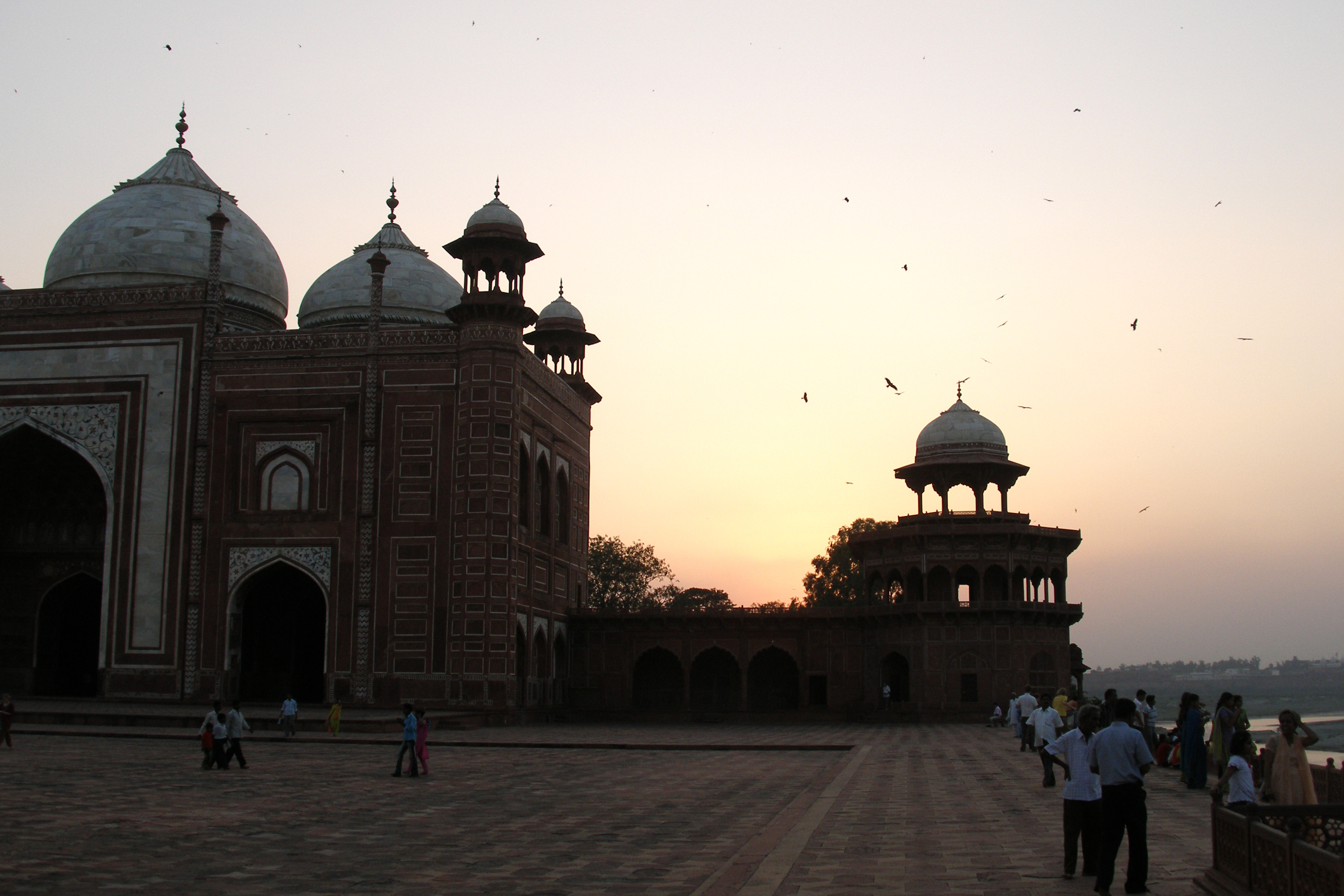
Moskén
Dekoration på mausoleets yttre murar
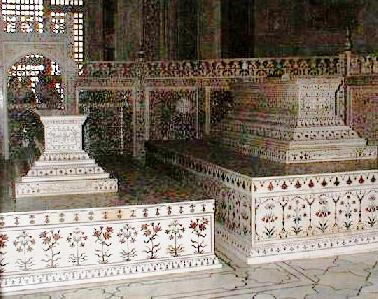
Shah Jahans och Mumtaz Mahals kenotafer
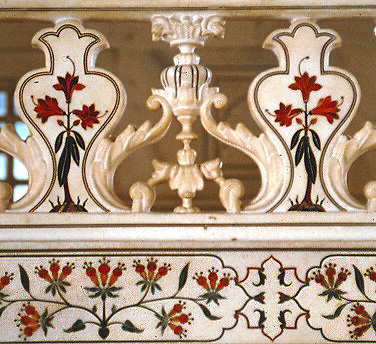
Inlägg i jali-skärmen
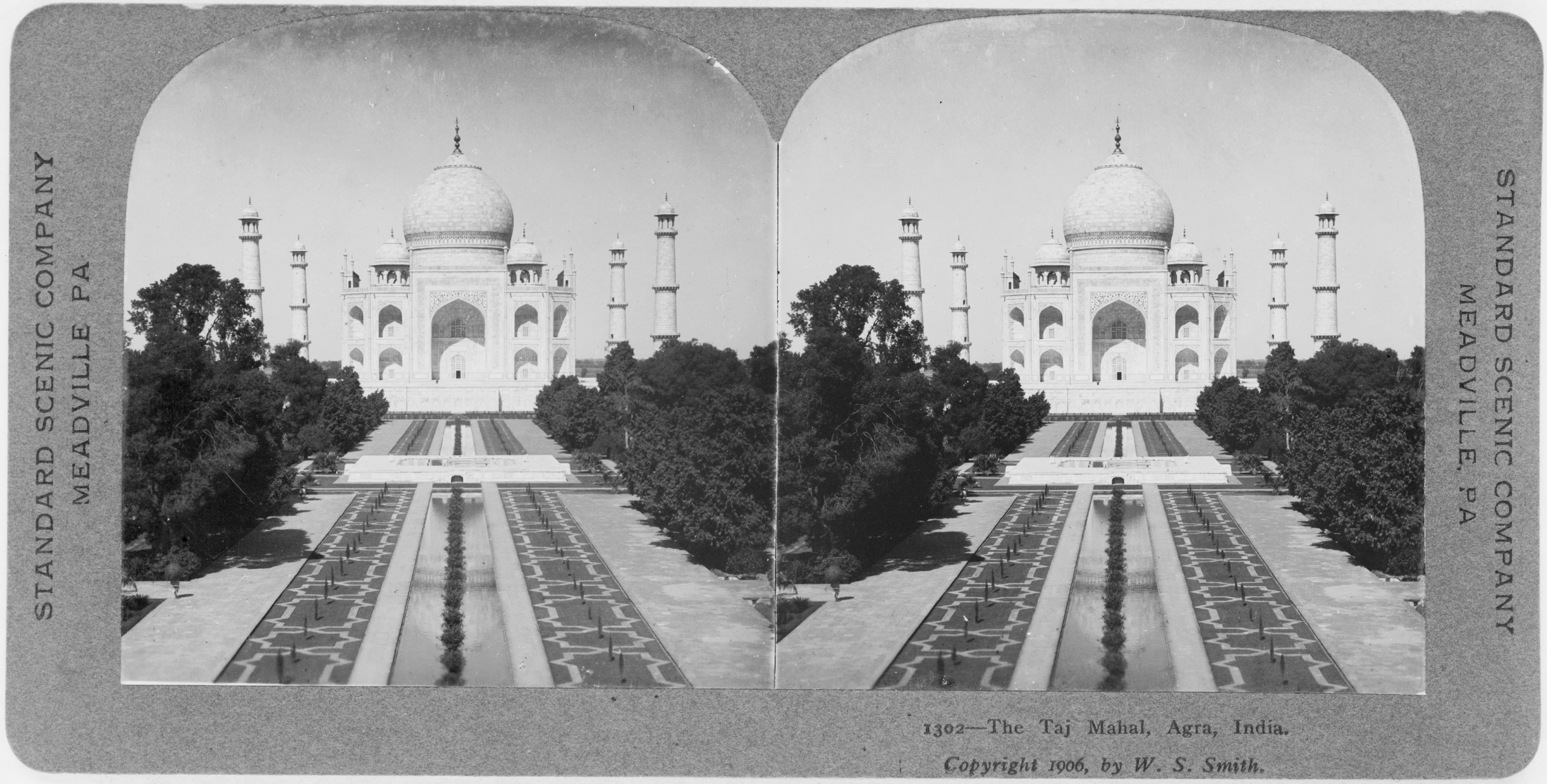
Taj Mahal 1906
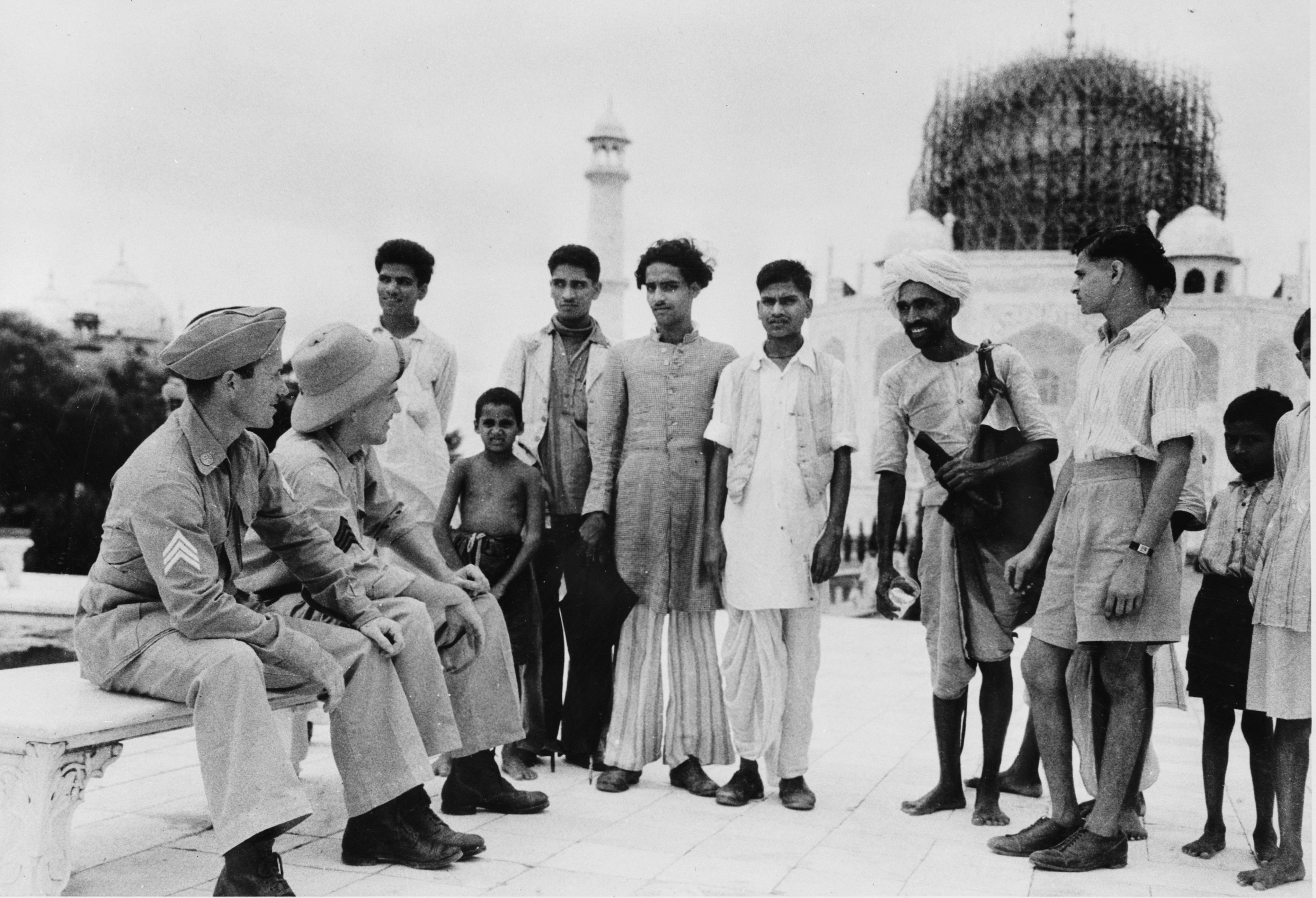
Taj Mahal 1942
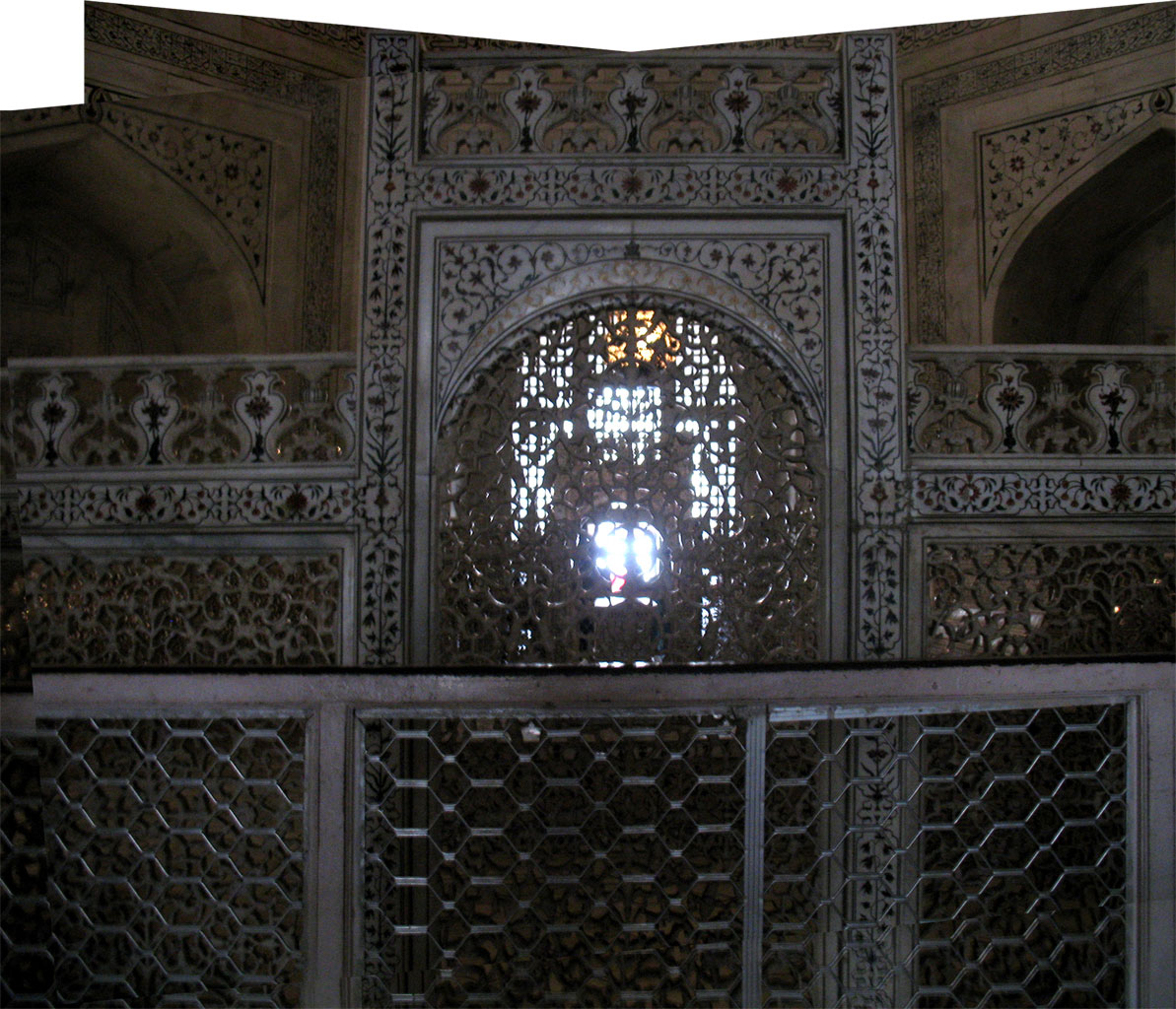
Interiör
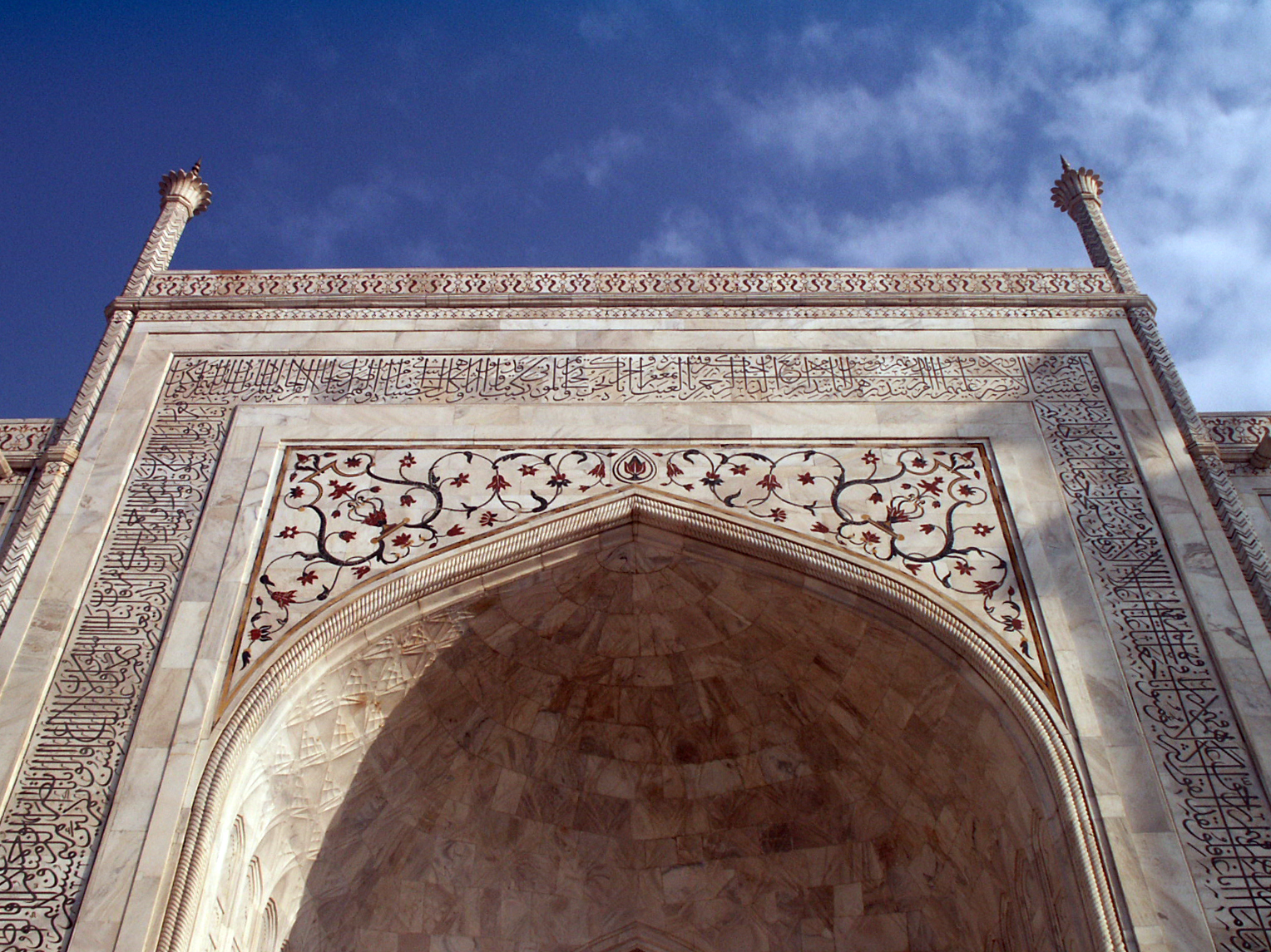
Huvudporten ur grodperspektiv
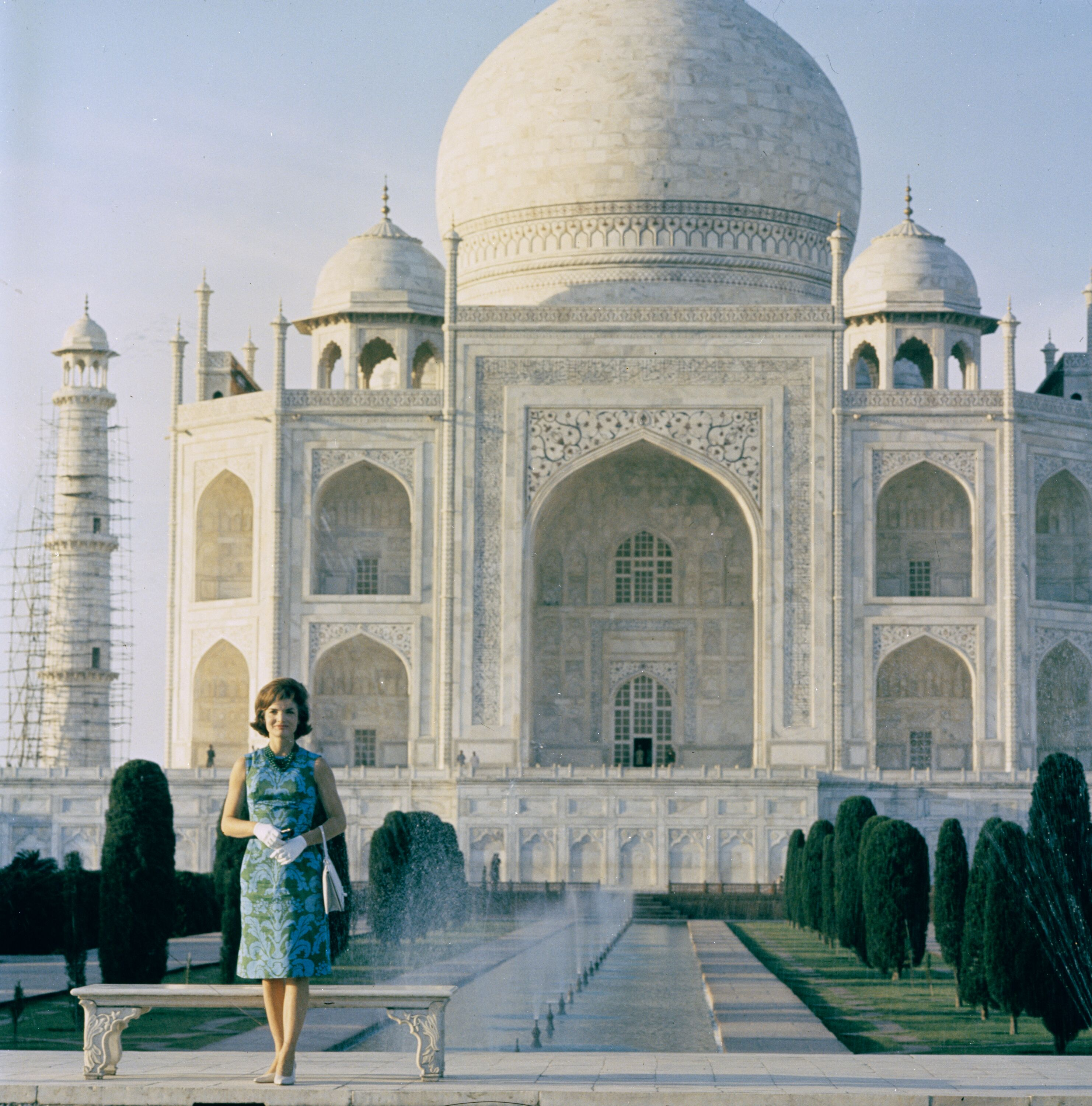
Jacqueline Kennedy Onassis vid Taj Mahal den 15 mars 1962.